# 814 (szám)
A 814 (római számmal: DCCCXIV) egy természetes szám, szfenikus szám, a 2, a 11 és a 37 szorzata.

## A szám a matematikában
A tízes számrendszerbeli 814-es a kettes számrendszerben 1100101110, a nyolcas számrendszerben 1456, a tizenhatos számrendszerben 32E alakban írható fel.
A 814 páros szám, összetett szám, azon belül szfenikus szám, kanonikus alakban a 21 · 111 · 371 szorzattal, normálalakban a 8,14 · 102 szorzattal írható fel. Nyolc osztója van a természetes számok halmazán, ezek növekvő sorrendben: 1, 2, 11, 22, 37, 74, 407 és 814.
A 814 négyzete 662 596, köbe 539 353 144, négyzetgyöke 28,53069, köbgyöke 9,33702, reciproka 0,0012285. A 814 egység sugarú kör kerülete 5114,51284 egység, területe 2 081 606,726 területegység; a 814 egység sugarú gömb térfogata 2 259 237 166,5 térfogategység.